# Badmintonmeisterschaft von Hongkong 2021
Die Badmintonmeisterschaft von Hongkong des Jahres 2021 fand als Hong Kong Annual Badminton Championships 2021 (chinesisch 2021 全港羽毛球錦標賽) statt. Der Wettbewerb sollte ursprünglich am 13. Oktober 2020 stattfinden. Das Halbfinale wurde jedoch aufgrund der Auswirkungen des Taifuns Compass verschoben. Später nahmen viele Spieler der Halbfinals in Europa an internationalen Wettbewerben teil. Die Veranstaltung sollte dann am 16. Januar 2022 wieder aufgenommen werden, wurde aber erneut verschoben, weil die Regierung von Hongkong die Maßnahmen zur Coronavirus-Epidemieprävention verschärft hatte. Vom 17. bis zum 18. September 2022 wurden dann die Halbfinals und Endspiele im Herreneinzel und im Dameneinzel ausgetragen. Die Doppeldisziplinen wurden jedoch aufgrund von Coronafällen weitere drei Mal verschoben. Letztendlich wurden die restlichen Finalspiele am 4. Dezember 2022 ausgetragen.

## Medaillengewinner
| Disziplin    | Gold                           | Silber                   | Bronze                       |
| ------------ | ------------------------------ | ------------------------ | ---------------------------- |
| Herreneinzel | Chan Yin Chak                  | Lee Cheuk Yiu            | Ng Ka Long                   |
| Herreneinzel | Chan Yin Chak                  | Lee Cheuk Yiu            | Jason Gunawan                |
| Dameneinzel  | Saloni Samirbhai Mehta         | Lo Sin Yan               | Deng Xuan                    |
| Dameneinzel  | Saloni Samirbhai Mehta         | Lo Sin Yan               | Yip Pui Yin                  |
| Herrendoppel | Chang Tak Ching Yeung Ming Nok | Tang Chun Man Ho Wai Lun | Chow Hin Long Lui Chun Wai   |
| Herrendoppel | Chang Tak Ching Yeung Ming Nok | Tang Chun Man Ho Wai Lun | Or Chin Chung Lee Chun Hei   |
| Damendoppel  | Yeung Nga Ting Ng Wing Yung    | Fan Ka Yan Yau Mau Ying  | Ng Tsz Yau Yuen Sin Ying     |
| Damendoppel  | Yeung Nga Ting Ng Wing Yung    | Fan Ka Yan Yau Mau Ying  | Leung Sze Lok Yeung Pui Lam  |
| Mixed        | Tang Chun Man Tse Ying Suet    | Lee Chun Hei Ng Tsz Yau  | Lee Cheuk Yiu Fan Ka Yan     |
| Mixed        | Tang Chun Man Tse Ying Suet    | Lee Chun Hei Ng Tsz Yau  | Chang Tak Ching Ng Wing Yung |